# Distretto di Queropalca
Il distretto di Queropalca è un distretto del Perù nella provincia di Lauricocha (regione di Huánuco) con 1.687 abitanti al censimento 2007 dei quali 863 censiti in territorio urbano e 824 in territorio rurale.
È stato istituito il 12 maggio 1962.